# (118378) 1999 HT11
(118378) 1999 HT11, também escrito como (118378) 1999 HT11, é um objeto transnetuniano que está localizado no Cinturão de Kuiper, uma região do Sistema Solar. Este objeto está em uma ressonância orbital de 4:7 com o planeta Netuno. Ele possui uma magnitude absoluta de 7,4 e, tem cerca de 146 km de diâmetro.

## Descoberta
(118378) 1999 HT11 foi descoberto no dia 17 de abril de 1999 pelo Observatório Nacional de Kitt Peak.

## Órbita
A órbita de (118378) 1999 HT11 tem um semieixo maior de 43,587 UA e um período orbital de cerca de 288 anos. O seu periélio leva o mesmo a 38,712 UA do Sol e seu afélio a uma distância de 48,463 UA.